# Ennemonde

Ennemonde est un téléfilm de 1990 de Claude Santelli adapté du roman Ennemonde et Autres Caractères de Jean Giono écrit en 1968. Ennemonde fait partie d'une collection de six téléfilms diffusés sur Antenne 2 sous le nom de L'Ami Giono.

## Synopsis
Ennemonde épouse, sans amour, Honoré qui lui fait treize enfants avant d’entrer dans des délires mystiques qui le coupent du monde et des affaires courantes. Elle prend alors sa vie en mains, allant de foire en foire, et tombe amoureuse d’un lutteur.

## Distribution
- Jeanne Moreau : Ennemonde Girard
- André Marcon : Clé des cœurs
- Thierry Fortineau : Siméon
- Valérie Alane : Chantal
- Catherine Alcover : Camille
- Jean-Pierre Bagot : Honoré
- Christian Bouillette : Romuald
- Thierry Katz : Samuel
- Nathalie Cerda : Alithéa
- André Chaumeau : Fouillerot
- Gérard Darier : David
- Marie-Hélène Dasté : Delphine
- Nathalie Fillion : Rachel adulte
- Marianne Girard : Noémie
- Geneviève Lezy : Judith adulte

## Tournage
Le film a été tourné dans les Alpes-de-Haute-Provence et Claude Santelli a filmé la scène du banquet dans  la halle du village de Simiane-la-Rotonde.

## Diffusion
Ce téléfilm, d'une durée de 55 min, a été diffusé sur A2 à 20 h 40 le 18 mai 1990.